# Acamprosato
Acamprosato (acetil-homotaurinato de cálcio) é um fármaco derivado da taurina, utilizado pela medicina no tratamento do alcoolismo. Apesar de aprovado para utilização no tratamento de pacientes com síndrome de dependência de álcool em vários países da Europa e da América Latina só foi aprovado recentemente pelo FDA para o tratamento da dependência de álcool.

## Mecanismo de ação
É um análogo gabamimético. Atravessa a barreira hematoencefálica, estimulando a transmissão gabaérgica, inibindo alguns dos transmissores que estimulam a crise de abstinência ocasionada pelo álcool. Dessa forma o efeito de certos neutransmissores excitatórios responsáveis pelos sintomas de abstinência ao álcool são atenuados. Em estudo realizado no Brasil com amostragem de 75 homens, o fármaco demonstrou eficiência no tratamento do alcoolismo.

## Reações adversas
- Disfunção sexual
- Diarreia
- Vômitos
- Náuseas
- Insônia
- Confusão

## Precauções
Estudos em animais não demonstram efeitos teratogênicos. Contudo como o fármaco entra na corrente sanguínea, atravessando a barreira hematoencefálica, recomenda-se evitar sua administração durante a gravidez. Por estar presente também no leite materno recomenda-se não administrá-lo durante a amamentação. Contudo, como o Álcool possui efeitos reconhecidos na teratologia, conhecidos como Síndrome do Alcoolismo Fetal, recomenda-se que mulheres grávidas sejam incentivadas a não ingerir qualquer bebida alcoólica durante a gravidez e amamentação.